# 拟长毛锥花
拟长毛锥花（学名：Gomphostemma pseudocrinitum）为唇形科锥花属下的一个种。

## 扩展阅读
- 維基物種上的相關：拟长毛锥花